# 端榮昭妃
端榮昭妃，亦稱為王昭妃（？—？），明朝明憲宗朱見深之妃。

## 生平
目前僅知王氏在景泰二年（1451年）出生，具體入宮時間待考，但《明憲宗純皇帝實錄》稱其「自幼選入內庭」。成化十二年（1476年）十月初八日，明憲宗以定西侯蔣琬為正使，禮部尚書兼文淵閣大學士萬安為副使，持節冊封貴妃萬氏為皇貴妃，邵氏為宸妃，王氏為順妃，梁氏為和妃，王氏為昭妃。成化十六年（1480年）六月二十八日，王昭妃薨逝，明憲宗輟朝三日，並且賜二字諡號「端榮」，稱王氏為端榮昭妃。《太常續考》稱王昭妃與其他十二位妃俱葬金山口，合葬於一墓。1963年，考古發掘鑲紅旗營妃嬪墓，七位明憲宗妃均是獨立墓葬，業已被盜，棺槨破碎，屍骨失散。僅知其中有王順妃三人，其餘身份不詳:431。未知，王昭妃是否在其中。